# Siempre te amaré
Siempre te amaré foi uma telenovela mexicana produzida por Juan Osorio para a Televisa e exibida entre 24 de janeiro e 28 de julho de 2000, substituindo Laberintos de pasión e sendo substituída por Abrázame muy fuerte, em 140 capitulos.
É um remake do clássico intitulado Lo imperdonable, produzida em 1975.
A trama é protagonizada por Laura Flores, Fernando Carrillo e Arturo Peniche, com atuação estelar da primeira atriz María Victoria e antagonizada por Ofelia Guilmáin, Alejandra Ávalos, Alejandro Tommasi, Frances Ondiviela, Vanessa Guzmán,Germán Gutiérrez e Arturo Vázquez.

## Sinopse
Victoria e Mauricio Castellanos são casados e vivem felizes sua relação matrimonial, mesmo com certas tensões devido ao fato de que Mauricio é extremadamente ciumento com sua esposa. Dona Úrsula, a mãe de Mauricio, desaprova profundamente Victoria como sua nora e prefere a Gilda, uma ex namorada de Mauricio, alguém que quer como a uma filha. Gilda e Victoria nunca se deram bem, desde da universidade. Por outro lado, Martin Mendizabal, amigo de Mauricio, sempre sentiu inveja do sucesso dele, e também está apaixonado por Victoria.
O casal tem um casal de filhos: Eduardo e Antonia, filhos que eles querem muito bem. Mas o destino se encarregaria de destruir sua vidas, quando recebem a visita do pintor Julio Granados, com quem Sabina (irmã de Mauricio) se apaixona. Julio a convence a fugir com ele em um trem, mas ela desiste no último momento. Victoria, que havia ido em busca de Sabina na estação, entra acidentalmente perto da linha do trem e o veículo para com ela e Julio dentro. À noite acontece uma tempestade e o trem é atingido por um raio, descarrilando e matando quase todos os que estavam a bordo, incluindo Julio Granados, mas Victoria sobrevive.
Mauricio, ao saber do que aconteceu com o trem, fica arrasado, acreditando na morte de Victoria e dando a trágica noticia ao seus filhos. Victoria, no entanto, perdida, cai nas mãos de um demente chamado Rex, que a confunde com sua esposa morta e a retém em seu poder. Após escapar, volta para a casa dos Castellanos, só para ser maltratada por dona Úrsula, que lhe diz que para toda a família, ela está morta. Desconsolada, vaga pelas ruas, até que é encontrada por Hernán, um bem sucedido empresário teatral, que lhe abre as portas do mundo artístico, a transformando em uma distinta atriz de teatro, sob o seu novo nome Amparo Rivas.

### Segunda Fase
Passa o tempo e Mauricio se encontra casado com Gilda e tanto Eduardo como Antonia já são jovens. Ele trabalha no escritório de advogados dos Castellanos, e ela se dedica a sua carreira de fotógrafa. Antonia estranha muito a ausência de sua mãe e a recorda com carinho, mas Eduardo, incentivado por seu pai, odeia recordar sua mãe, acreditando firmemente que ela traiu a família. Quando Amparo Rivas chega ao México para umas apresentações teatrais, se reencontra com os 2 jovens em diversas circunstâncias, fato que provoca em Victoria uma vontade de tentar de novo, a busca por seus filhos e de sua imagem deteriorada.
Antonia se torna a fotógrafa pessoal de Amparo e muito amiga da atriz, ignorando que é sua mãe. Ela é indiferente a Eduardo, Gilda e dona Úrsula. As duas últimas, descobrem que  Amparo é,na realidade, Victoria e planejam artimanhas para tirá-la de suas vidas de novo.
Gilda, com seu aspecto de ser uma refinada e respeitada mulher, é uma perigosa psicopata, capaz de cometer as mais horríveis aberrações, com objetivo de conseguir o que quer. Ela, disfarçada de homem, tenta matar em duas ocasiões Amparo, mas não consegue. Assim mesmo, matou cruelmente Nayeli de la Parra, a melhor amiga de Antonia, porque ela descobriu que Amparo é mãe de sua amiga.Fausto ex amante é o único que conhece seus crimes. Ele planejando vingança faz com que Antonia e Eduardo por fim, conheçam a verdade de sua mãe e voltem para ela atrás de uma nova tentativa de perdão, lutam para reconciliar seus pais. Para esse momento, tanto dona Úrsula como Sabina e os demais, conhecem por fim a verdadeira cara de Gilda e tetam levá-la a prisão.
A felicidade volta a casa dos Castellanos. Victoria e Mauricio viajam em lua de mel, e nesse intervalo de tempo, descobrem que Gilda morreu na prisão. Mas algumas semanas depois, também se ficam sabendo que o médico da prisão de mulheres foi encontrado morto na banheira de sua casa. Na viagem de prazer que tiveram, Mauricio apresenta a Victoria, um velho amigo seu de infância: Luis Miguel. Gilda, que havia fingido sua morte e adotado uma nova personalidade como Martha Laura Izaguirre vai em busca do casal que havia saído para navegar em alto mar e faz uma armadilha para Mauricio que é dado como morto. Victoria fica destruída por completo e Luis Miguel se sensibiliza com ela.
As desgraças voltam a cair sobre os Castellanos, já que a casa da família, mediante uma artimanha tramada por Gilda, termina em chamas e Martín Mendizábal que havia sobrevivido a uma tentativa de assassinato de Gilda, mas por fim é encontrado morto em um departamento. Luis Miguel descobre que Martha Laura, é Gilda: a mulher causadora das desgraças de Victoria e sua família. Ante isto, Gilda desaparece de novo, só para tentar uma armadilha a Victoria, nas cercanias das cidades. Luis Miguel e vários oficiais de polícia vão ao resgate de Victoria e chegam a um cemitério, onde Victoria se escondia para fugir de Gilda. Esta última, ao ver que a polícia chegou, decide se esconder dentro de uma tumba para poder escapar. Mas ficou presa, já que a tumba foi fechada com chave e depositada três metros abaixo da terra. Gilda, desesperada fica presa dentro da tumba para poder sair e não consegue, encontrando a morte desta maneira e pagando suas maldades.
A paz reina uma vez mais sobre todos. Eduardo e Antonia são felizes com seus namorados Berenice e Leonardo, respectivamente; Dona Úrsula faz as pazes com Victoria, e ela começa uma maravilhosa relação com Luis Miguel, demostrando assim, que não há mal que dure cem anos, e que sempre chega a felicidade.

## Elenco
- Laura Flores - Victoria Robles de Castellanos / Amparo Rivas
- Fernando Carrillo - Mauricio Castellanos Grajales
- Arturo Peniche - Luis Miguel Garrai
- Alejandra Ávalos - Gilda Gómez de Castellanos / Martha Laura Izaguirre
- Ofelia Guilmáin - Úrsula Grajales de Castellanos
- Guillermo García Cantú - Jorge Mosntesino
- Gerardo Murguía - Román Castillo
- María Victoria - Columba Sánchez
- Gabriela Goldsmith - Ariana
- Rodrigo Vidal - Eduardo Castellanos Robles
- Rafael Rojas - Patricio Mistral
- Vanessa Guzmán - Sabina Castellanos Grajales
- Renée Varsi - Antonia Castellanos Robles
- Mayrín Villanueva - Berenice
- Evita Muñoz "Chachita" - Estrellita
- Rosángela Balbó - Constanza De La Parra
- Alfonso Iturralde - Padre Pablo
- Mónica Dosseti - Rossana Banderas
- Alejandra Procuna - Olivia
- Abraham Ramos - Leonardo Reyes
- Luis Xavier - Francisco Reyes
- Alejandro Tommasi - Octavio Elizondo
- Frances Ondiviela - Violeta
- Luz Elena González - Mara
- Claudia Silva - Lucía
- Wendy González - Jazmín Elizondo
- Manuel "El Loco" Valdés - Pancho Serrano
- Arturo Vázquez - Alberto Sosa
- Ivonne Bardett - Bonnie
- Chao - Julio Granados
- Gabriel Varela - Martín Mendizábal
- Luis Fernando Torres - Luisito
- Amparo Garrido - Soledad
- Leslie Giovanna - Blanquita
- Miguel Herrera - El Piojo
- Eugenio Lobo - Adán
- Roberto Marín - Palillo
- Luis Roberto Guzmán - Alfredo
- Ivonne Montero - Meche
- Diana Osorio - Mariana Garrai
- Miguel Priego - Det. Olmos
- Adriana Riveramelo - Nayeli De La Parra
- Benjamin Rivero - Verrugas
- José Roberto - Abelardo
- Ricardo Alejandro Valdés - Pepe Sánchez
- Alfredo Vega - Cirilo
- Germán Gutiérrez  - Fausto Berriozábal
- Evelio Con V
- Benito Castro - Dr. Jonás Pérez
- José Eduardo
- Carlos Cámara - Advogado de Gilda
- Eduardo Rodríguez - Raul
- Natasha Dupeyrón - Antonia Castellanos (criança)
- Oscar Uriel - Tizoc
- Bodokito - Getulia
- Nancy Pablos - Lorenza
- Ernesto Valenzuela - Antonio
- Oskar "El Espetáculo" - Rex

## Audiência
Obteve média geral de 22,3 pontos.

## Outras versões
- Siempre te amaré é um remake da telenovela Lo imperdonable, produzida pela Televisa em 1975 por Ernesto Alonso e protagonizada por Amparo Rivelles, Armando Silvestre e Rogelio Guerra.
- A trama principal foi incorporada na telenovela Lo imperdonable, produzida por Salvador Mejía em 2015, onde os papéis principais corresponderam a Claudia Ramírez, Marcelo Buquet e Guillermo García Cantú.